# Judith Barsi
Judith Barsi (6. června 1978 Los Angeles, Kalifornie – 25. července 1988 Conoga Park, Kalifornie) byla americká herečka, hvězda dětských rolí. Krátce po jejích desátých narozeninách ji i s její matkou zavraždil otec alkoholik, který krátce poté spáchal sebevraždu.

## Filmy
- Fatal Vision (1984) (TV)
- There Were Times, Dear (1985) (TV)
- Do You Remember Love (1985) (TV)
- Kids Don't Tell (1985) (TV)
- Eye of the Tiger (1986)
- Slamdance (1987)
- Jaws: The Revenge (1987)
- A Family Again (1988) (TV)
- The Land Before Time (1988, hlas)
- All Dogs Go to Heaven (1989, hlas)

## Role v televizi
- The Twilight Zone (1985)
  - Character: Bertie
  - Episode: A Little Peace and Quiet
  - Episode #: 1.2
  - Airdate: September 27, 1985
- The Fall Guy (1981)
  - Character: Little Girl
  - Episode: „Escape Claus“
  - Episode #: 5.8
  - Airdate: December 21, 1985
- Punky Brewster (1984)
  - Character: Anna
  - Episode: Changes: Part 2
  - Episode #: 2.18
  - Airdate: February 9, 1986
- Remington Steele
  - Character: Laurie Beth
  - Episode: „Suburban Steele“
  - Episode #: 78
  - Airdate: February 11, 1986
- Punky Brewster (1984)
  - Character: Anna
  - Episode: Changes: Part 3
  - Episode #: 2.19
  - Airdate: February 16, 1986
- Cheers (1982)
  - Character: Child #1
  - Episode: Relief Bartender
  - Episode #: 4.23
  - Airdate: March 27, 1986
- Cagney & Lacey (1982)
  - Character: Shauna Bard
  - Episode: Disenfranchised
  - Episode #: 6.4
  - Airdate: October 27, 1986
- Growing Pains (1985)
  - Character: Little Carol
  - Episode: Graduation Day
  - Episode #: 3.26
  - Airdate: May 4, 1988
- St. Elsewhere (1982)
  - Character: Debbie Oppenheimer
  - Episode: The Abby Singer Show
  - Episode #: 6.20
  - Airdate: May 18, 1988